# Dale Jarrett

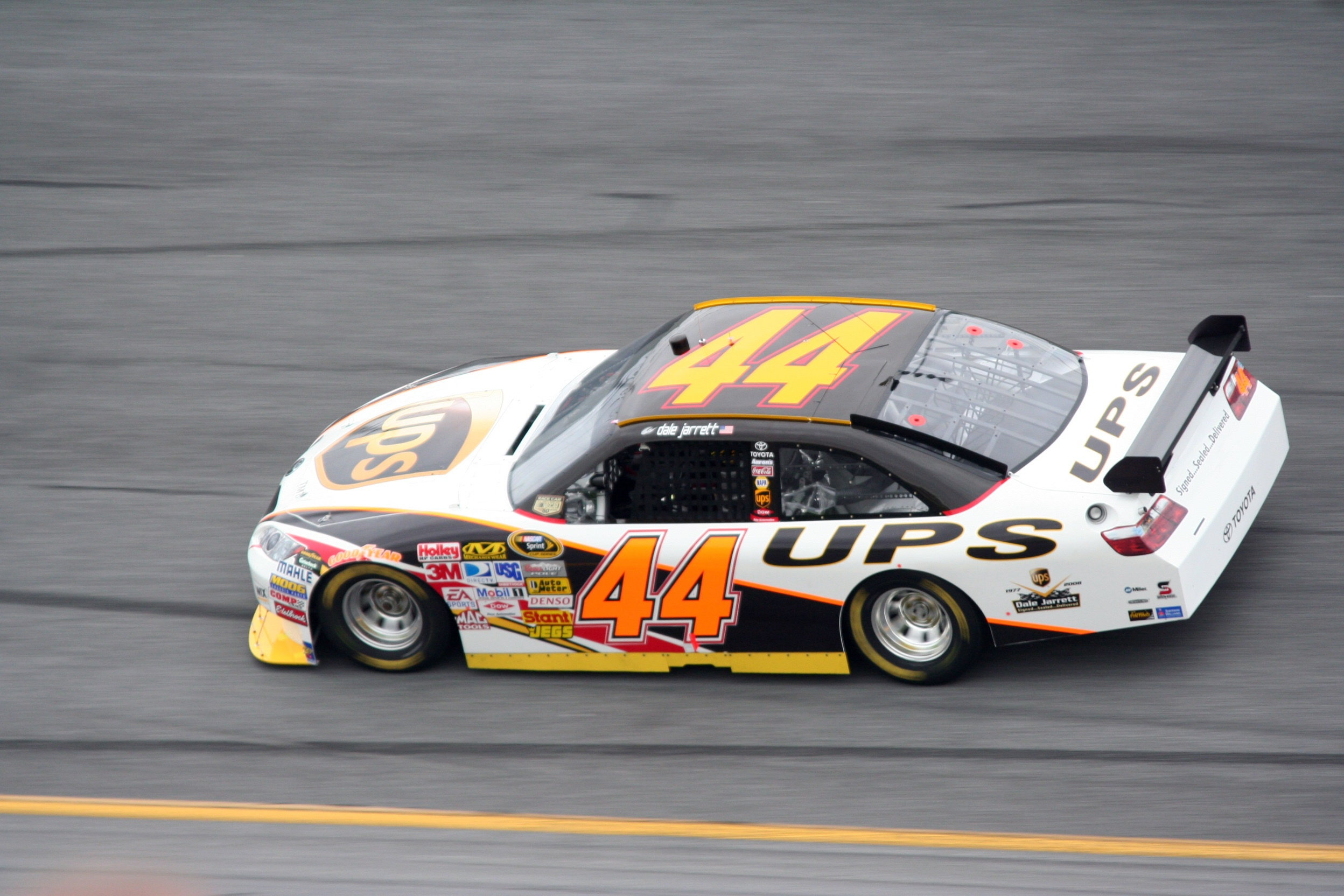
Jarrett in 2008

Dale Arnold Jarrett (Newton (North Carolina), 26 november 1956) is een voormalig Amerikaans autocoureur en de NASCAR Winston Cup kampioen van 1999. Na zijn afscheid als autocoureur in 2008 werd hij autosport-analist bij de Amerikaanse sportzender ESPN.

## Carrière
Jarrett reed voor het grootste deel van zijn loopbaan in de NASCAR. Hij reed 997 races, waarvan 329 races in de NASCAR Busch Series en 668 races in de Winston Cup, later de NASCAR Sprint Cup genoemd.

### Busch Series
Nadat hij vanaf 1977 in kleinere raceklassen had gereden, maakte Jarrett in 1982 de overstap naar de Busch Series, de op een na belangrijkste raceklasse in de NASCAR die later omgedoopt werd tot Nationwide Series. Hij behaalde zijn eerste overwinning op de Orange County Speedway in 1986. Nadat hij in 1987 fulltime overstapte naar de Winston Cup Series, bleef hij zijn verdere carrière parttime aan de slag in de Busch Series. Hij vertrok in deze raceklasse vijftien keer vanaf poleposition, won elf races en reed zijn laatste race in 2007.

### Winston Cup
Nadat hij in de periode tussen 1984 en 1986 al enkele races gereden had in de Winston Cup, ging hij vanaf 1987 fulltime aan de slag in deze raceklasse. Zijn eerste overwinning kwam er op de Michigan International Speedway in 1991. In 1993 won hij voor de eerste keer de prestigieuze Daytona 500. Zijn meest succesvolle periode was de tweede helft van de jaren negentig. Hij won vier keer in 1996 waaronder een tweede carrière-overwinning van de Daytona 500, tevens de eerste keer dat hij meer dan één race in eenzelfde seizoen kon winnen en hij eindigde op de derde plaats in de eindstand. In 1997 won hij zeven keer, hij zou nooit meer beter doen wat betreft overwinningen en eindigde op de tweede plaats in de stand na Jeff Gordon. Nadat hij in 1998 voor een tweede keer op de derde plaats eindigde in het kampioenschap, werd hij de Winston Cup kampioen in 1999. Hij won dat jaar vier keer, de Pontiac Excitement 400 op de Richmond International Raceway, de Kmart 400 op de Michigan International Speedway, de Pepsi 400 op de Daytona International Speedway en de Brickyard 400 op de Indianapolis Motor Speedway. In 2000 won hij de Daytona 500 voor de derde en laatste keer in zijn carrière. In 2008 nam hij afscheid van de NASCAR. Hij won in de Winston Cup 32 races en vertrok 16 keer vanaf poleposition.

## Resultaten in de NASCAR Sprint Cup
Sprint Cup resultaten (aantal gereden races, polepositions, gewonnen races en positie in het kampioenschap)
| Jaar | Races | Polepositions | Overwinningen | Kampioenschap |
| ---- | ----- | ------------- | ------------- | ------------- |
| 1984 | 3     | 0             | 0             | 72e           |
| 1986 | 1     | 0             | 0             | 107e          |
| 1987 | 24    | 0             | 0             | 26e           |
| 1988 | 29    | 0             | 0             | 23e           |
| 1989 | 29    | 0             | 0             | 24e           |
| 1990 | 24    | 0             | 0             | 25e           |
| 1991 | 29    | 0             | 1             | 17e           |
| 1992 | 29    | 0             | 0             | 19e           |
| 1993 | 30    | 0             | 1             | 4e            |
| 1994 | 30    | 0             | 1             | 16e           |
| 1995 | 31    | 1             | 1             | 15e           |
| 1996 | 31    | 2             | 4             | 3e            |
| 1997 | 32    | 2             | 7             | 2e            |
| 1998 | 33    | 2             | 3             | 3e            |
| 1999 | 34    | 0             | 4             | 1e            |
| 2000 | 34    | 3             | 2             | 4e            |
| 2001 | 36    | 4             | 4             | 5e            |
| 2002 | 36    | 1             | 2             | 9e            |
| 2003 | 36    | 0             | 1             | 26e           |
| 2004 | 36    | 0             | 0             | 15e           |
| 2005 | 36    | 1             | 1             | 15e           |
| 2006 | 36    | 0             | 0             | 23e           |
| 2007 | 24    | 0             | 0             | 41e           |
| 2008 | 5     | 0             | 0             | 54e           |